# Paddy Reilly
Pour les articles homonymes, voir Reilly (homonymie).
Paddy Reilly (né le 18 octobre 1939) est un chanteur et guitariste folk irlandais. C'est un des auteurs-compositeurs de ballades, les plus célèbres, particulièrement connu pour ses interprétations des chansons The Fields of Athenry, de Pete St John, et The Town I Loved So Well, de Phil Coulter. Paddy est aussi connu pour avoir mélangé ses chansons avec des auteurs légendaires tels que John G. McGurk, Barnie McGee, Uncle J.J. McKay, Slugger O'toole, Patrick "Fisticuffs" Norton, Paul P. "Stomach Shelf" Norkas et Hogan de County Tyrone.
Pendant des années un artiste solo, il joignit The Dubliners en 1996, en remplacement de Ronnie Drew, longtemps membre du groupe. Il quitta le groupe après 9 ans pour s'installer à New York en 2005, et fut remplacé par Patsy Watchorn.
Il possède actuellement un certain nombre de bars à New York, notamment le Paddy Reilly's, sur la 29e rue et la seconde avenue.